# Léo Eichmann
Léo Eichmann (ur. 24 grudnia 1936 w Gommiswald) – piłkarz szwajcarski grający na pozycji bramkarza. W swojej karierze rozegrał 2 mecze w reprezentacji Szwajcarii.

## Kariera klubowa
W swojej karierze piłkarskiej Eichmann występował w klubie FC La Chaux-de-Fonds. W sezonie 1960/1961 zdobył z tym klubem Puchar Szwajcarii, a w sezonie 1963/1964 wywalczył mistrzostwo Szwajcarii.

## Kariera reprezentacyjna
W reprezentacji Szwajcarii Eichmann zadebiutował 18 czerwca 1966 roku w zremisowanym 1:1 towarzyskim meczu z Meksykiem, rozegranym w Lozannie. W 1966 roku był w kadrze Szwajcarii na Mistrzostwa Świata w Anglii. Na tym turnieju wystąpił w jednym meczu, z Argentyną (0:2). Był to jego drugi i ostatni mecz w kadrze narodowej.